# Louis Oppenheim

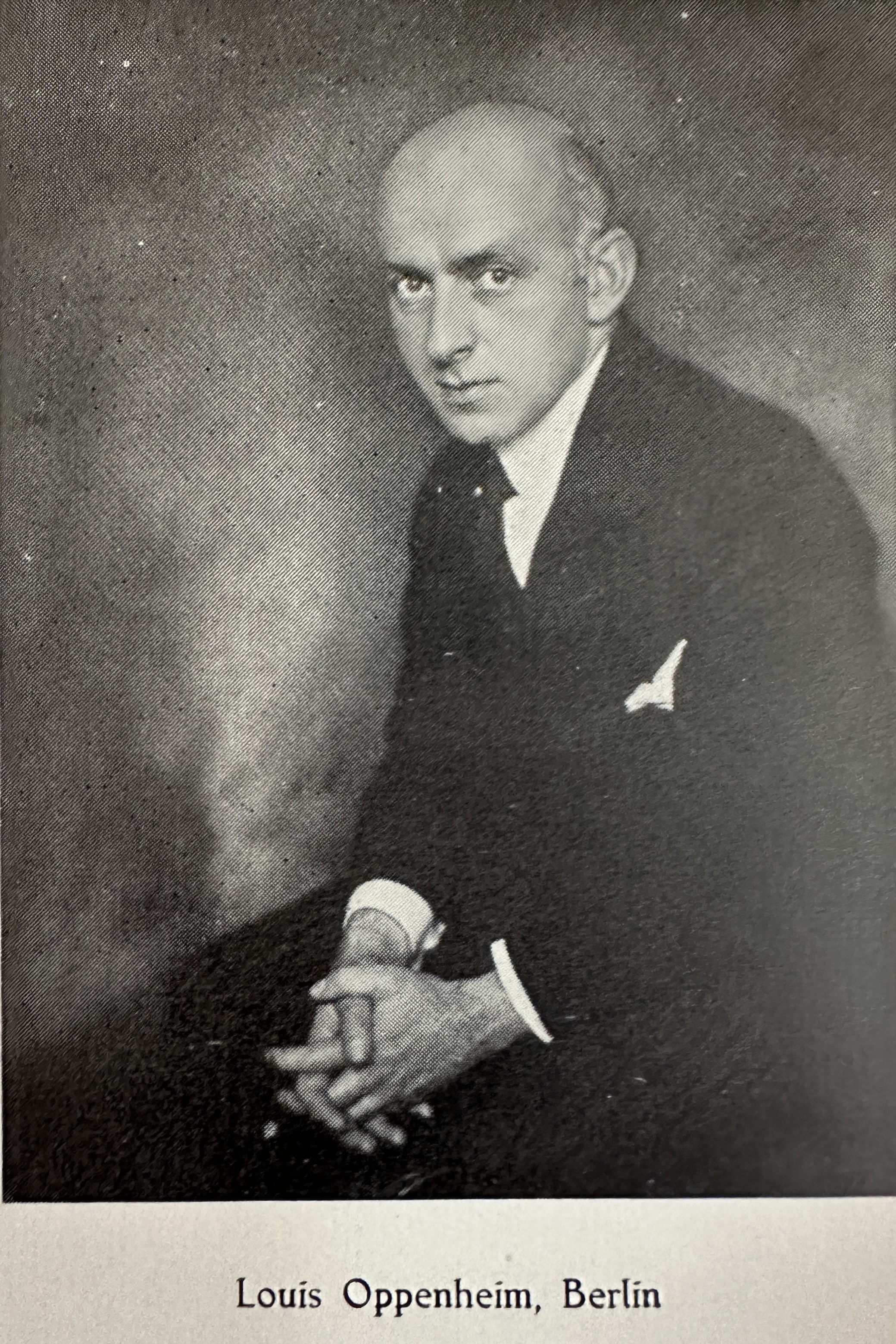

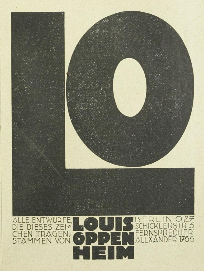
LO

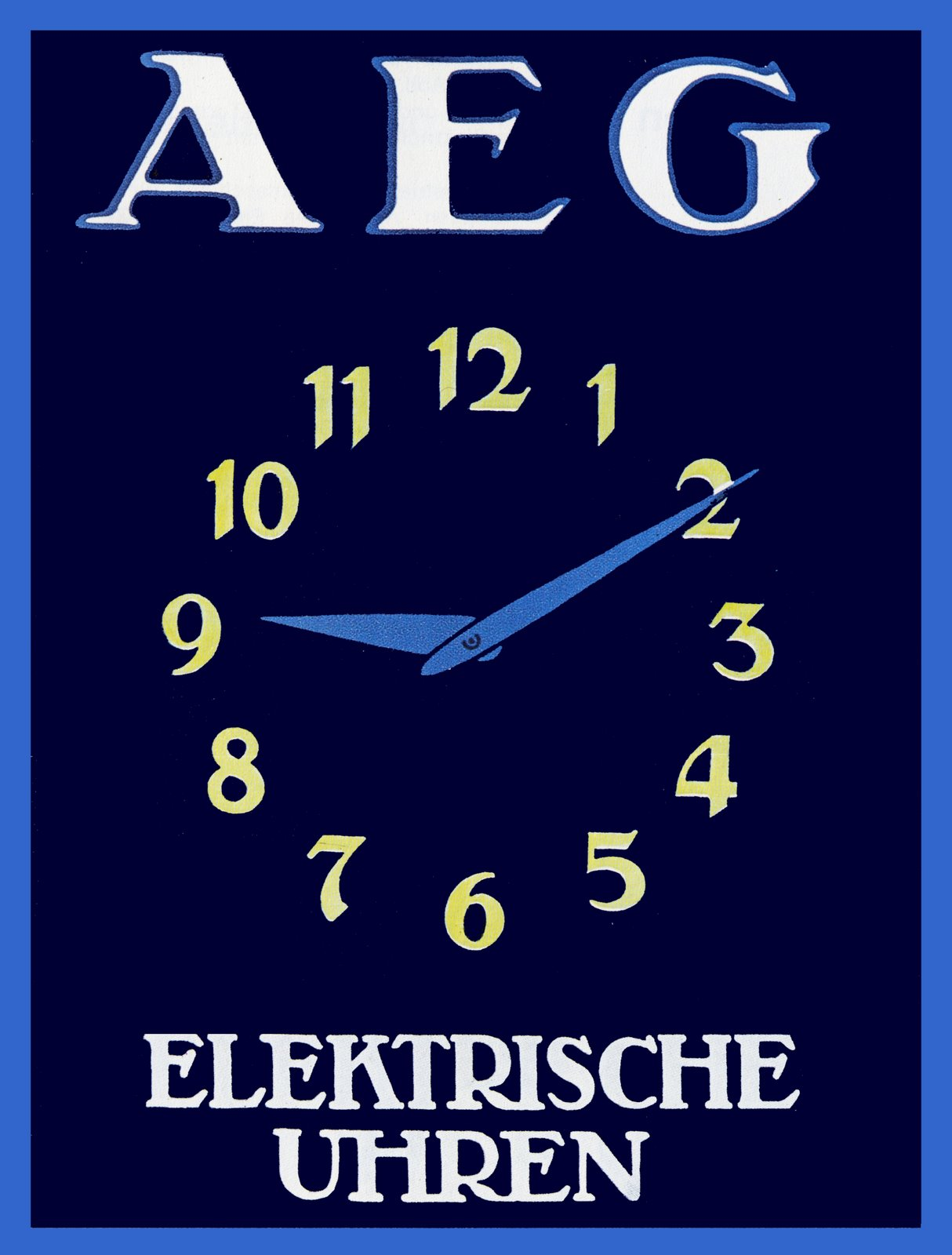
AEG-Plakat von 1912

Louis Oppenheim (* 4. Mai 1879 in Coburg; † 20. Februar 1936 in Berlin) war ein deutscher Gebrauchsgraphiker, Schriftentwerfer und Künstler.
Geboren in Coburg, studierte Oppenheim von 1899 bis 1906 in London.

## Wirken
Anschließend zog er nach Berlin und begann 1910 seine Karriere als Gebrauchsgraphiker. 1917 erhielt er für seine Arbeiten an den Kriegsanleihekampagnen eine Auszeichnung. Er signierte seine Werke mit „LO“. Seine Arbeitgeber waren: AEG, Reichsbahn, Persil, Kaffee HAG und Adrema. Er prägte den „Berliner Poster Stil“. Oppenheim entwarf auch zahlreiche Schriften wie zum Beispiel die LoType (1914) für die Schriftgießerei H. Berthold AG und die Fanfare (1927). Mit beteiligt war er unter anderem an der erfolgreichen Berthold-Schrift Berthold Block, für die er die Mager-Variante zeichnete. Für die Weimarer Republik schuf er den Entwurf der ersten Münze 1919.

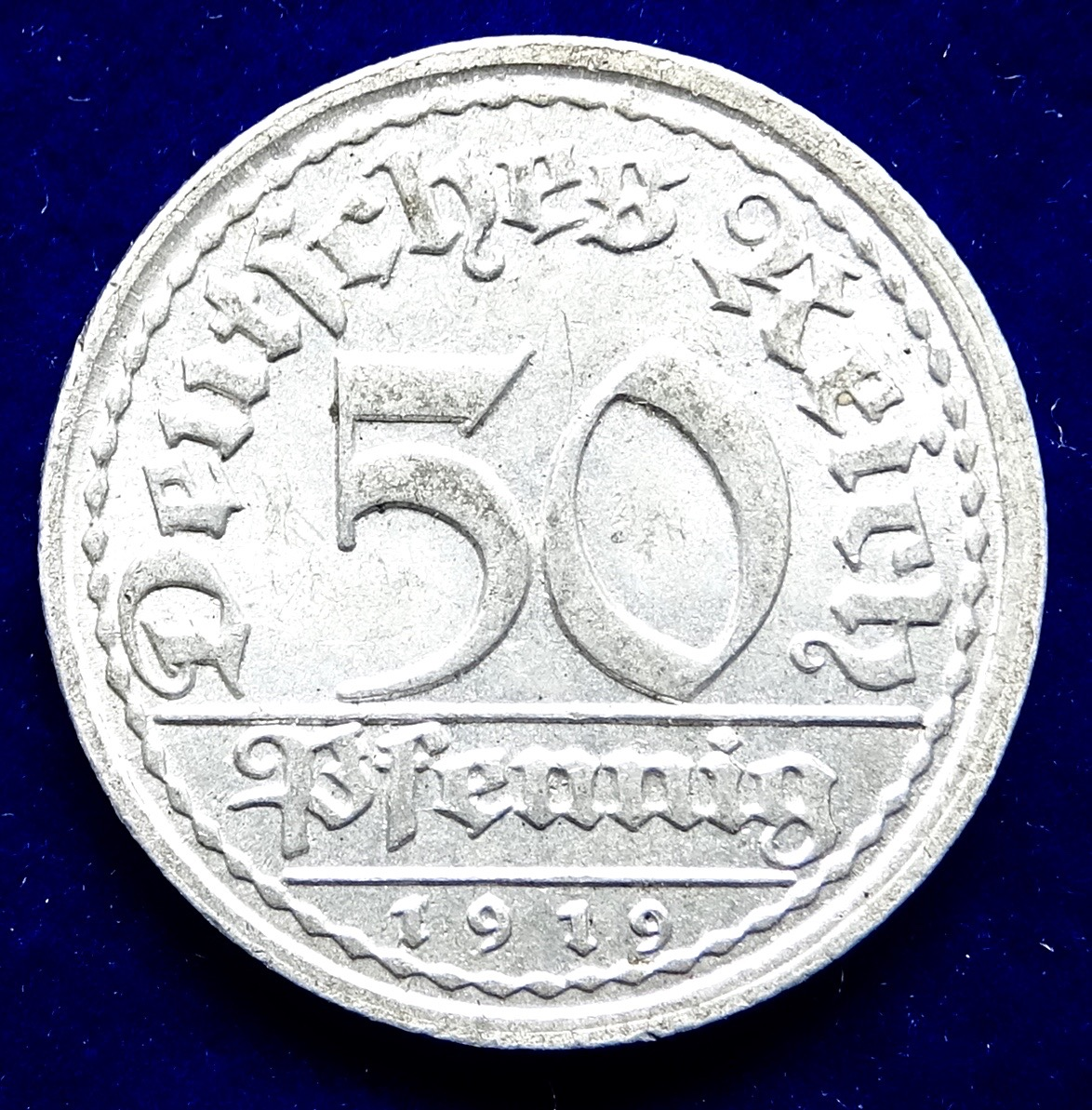
Weimarer Republik. Vorderseite der 50-Pfennig-Münze nach dem Design von Louis Oppenheim.
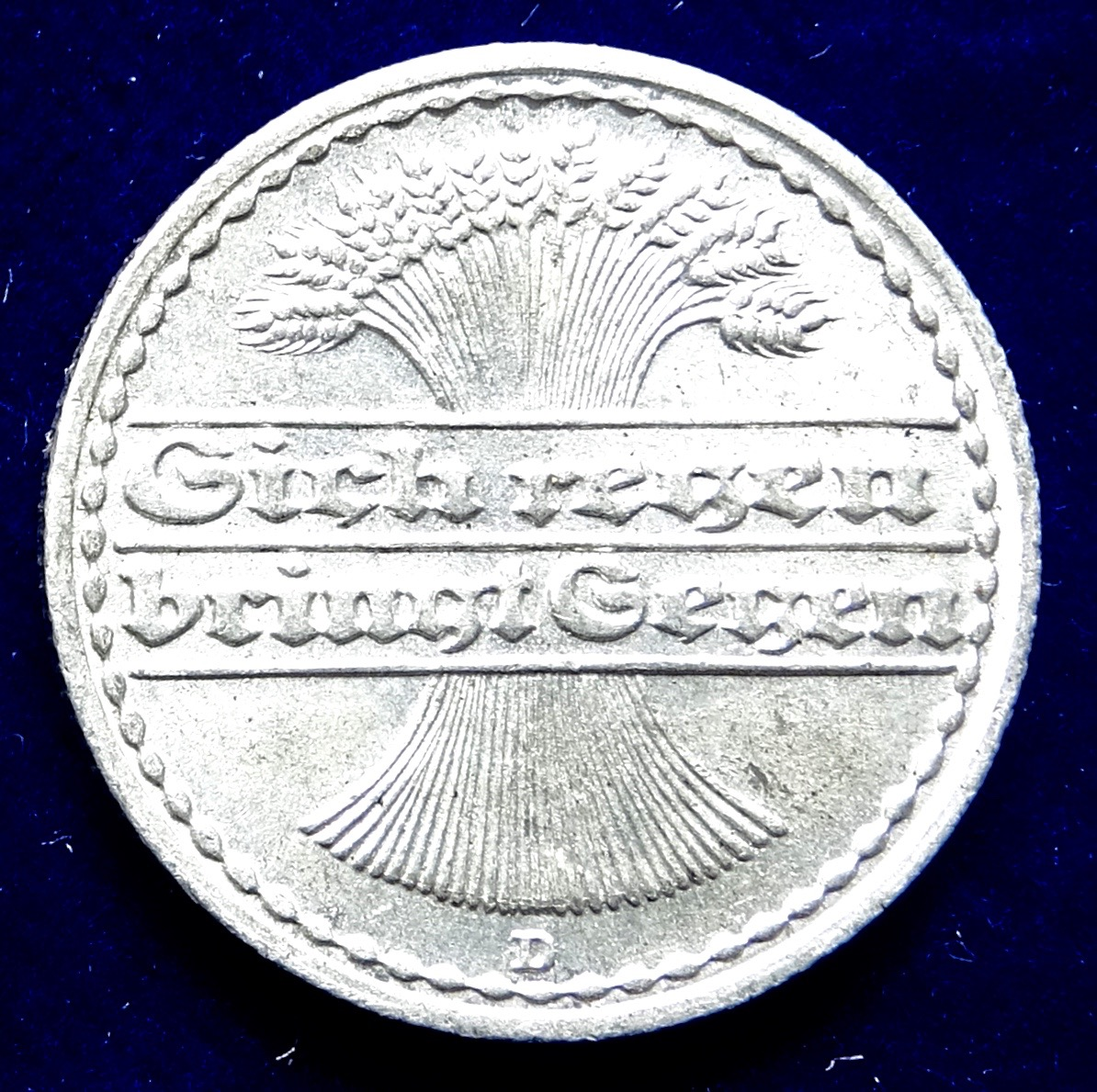
Weimarer Republik. Rückseite der Münze